# Eduard Le Seur
 Ferdinand Carl Eduard Le Seur (* 10. Januar 1873 in Berlin; † 15. Februar 1956 in Stuttgart) war ein deutscher (Theater-)Schauspieler und evangelischer Pastor.

## Leben
Der älteste Sohn eines Berliner Kaufmanns, der zeitweilig als Gastwirt – Restaurateur – arbeitete, und der Theater-Schauspielerin Marie Le Seur (1843–1898) wirkte nach gymnasialer Bildung bis zur Obersekunda am Königlichen Friedrich-Wilhelms-Gymnasium zu Berlin über zehn Jahre lang als Schauspieler, bis er vorübergehend als Redaktionsgehilfe einer Zeitschrift der Gemeinschaftsbewegung arbeitete und später „aus inneren Gründen“ Theologie studierte, um Pastor zu werden, wie zuvor schon sein jüngerer Bruder Paul Le Seur (1877–1963).

### Theologiestudent
Für das Sommerhalbjahr 1906 schrieb Le Seur sich in die Matrikel der Universität Berlin ein, als er im damaligen Groß-Lichterfelde wohnte. Zuvor hatte er das dafür erforderliche Abitur nachholen können, insbesondere durch Nachhilfestunden bei dem Reformpädagogen Berthold Otto in Berlin-Lichterfelde zum Bestehen der Aufnahmeprüfung für die Oberprima sowie nach „einjährigem Pennälertum“ auf dem Schillergymnasium unter dem Direktorat von Julius Wassner. Eduard Le Seur studierte Theologie bis zum Ende des Sommersemesters im August 1909. Zu seinen Lehrern an der Berliner Theologischen Fakultät zählten Adolf Deißmann, Wolf Wilhelm von Baudissin, Adolf von Harnack, Julius Kaftan, Karl Holl, Paul Kleinert und Reinhold Seeberg sowie Bernhard Weiss.
Während Eduard Le Seur im Berliner Adressbuch für 1907 als Studierender ausgewiesen wurde, bezeichnete es ihn in der Ausgabe für 1909 als Theologe.

### Hilfsprediger/Pastor
Le Seur wurde als Pastor auf einer Hilfspredigerstelle in Berlin-Lichterfelde ab 1912 der 2. Vorsitzende des Evangelischen Volksvereins Lichterfelde und Umgebung.
Er lud zusammen mit dem damaligen Pastor Paul Tillich und einen weiteren Theologen zu Diskussionsabenden ein, so genannte Vernunft-Abende, besonders für gebildete Menschen. Beispielsweise sprach Le Seur im Januar 1913 einleitend zum Thema Kunstmystik und religiöse Mystik, während Tillich sein Referat unter das Thema Mystik und Schuldbewusstsein stellte.

### Pfarrämter
Seine erste Pfarrstelle bekam er in der damals selbständigen Kommunal-Gemeinde Lichterfelde, die seit 1920 ein Berliner Ortsteil ist (heute im Bezirk Steglitz-Zehlendorf). Nach dem Vikariat an der Dorfkirche Lichterfelde und der Ordination am 12. Mai 1912 wirkte er an der 1914 erbauten evangelischen Johanneskirche als Geistlicher des zweiten Gemeindebezirks. In das Gemeindeleben Lichterfeldes hatte er sich bereits zuvor durch Vorträge eingebracht. Er verfasste aufgrund seiner Erfahrungen als Darsteller an mehreren Theatern ein Schauspiel in vier Akten mit dem Titel Zwei Welten und las das 1907 veröffentlichte Stück in der Aula des Realgymnasiums von Lichterfelde vor. Den Erlös spendete er für das ortsansässige Kinderheim. Zu Beginn des Ersten Weltkrieges hielt er Vorträge und Kriegspredigten als Pfarrer in Lichterfelde, die 1915 veröffentlicht wurden, beispielsweise unter den Titeln „Der Krieg und wir Daheimgebliebenen“ sowie „Meister des Lebens“. „Die Aufgabe der deutschen Frau im Krieg“ nannte er seinen am 3. November 1916 in Stuttgart gehaltenen Vortrag.
1926 wurde Le Seur Pfarrer in Mörsdorf (Thüringen), wechselte 1928 nach Waltersdorf (heute Ortsteil von Greiz). Dort verfasste er ein Referat zum Thema Charaktererziehung als heilseelsorgerliche Aufgabe und gewann den Psychiater und Mediziner Fritz Künkel für eine Korreferat. Im Jahre 1931 übernahm er die Pfarrstelle in der thüringischen Stadt Weida, wo er 1934 Oberpfarrer wurde. 1937 ging er als Pfarrer für besondere Aufgaben an die Geschäftsstelle des Bundes für deutsches Christentum, eine etwas gemäßigtere Nachfolgegruppe der Deutschen Christen, nach Eisenach. Ab 1940 arbeitete er auch am dortigen Institut zur Erforschung und Beseitigung des jüdischen Einflusses auf das deutsche kirchliche Leben mit. 1943 wurde Eduard Le Seur stellvertretender Leiter einer Gruppe der Deutschen Christen. Im Jahre 1945 ging Le Seur in den Ruhestand, nachdem er zuvor ab 1941 in den Wartestand versetzt wurde. Im Zuge der Entnazifizierung belegte ihn eine Spruchkammer in Stuttgart, legitimiert durch die US-Militärregierung für Deutschland, im Mai 1947 mit einem mehrjährigen Rede-, Predigt- und Schreibverbot. Der thüringische Landesbischof Moritz Mitzenheim verwendete sich in einem Schreiben vom 12. Juni 1951 an den Stuttgarter Oberkirchenrat für den hochbetagten Ruheständler, in dem er sich einverstanden erklärte, dem ehemaligen thüringischen evangelischen Pfarrer ein widerrufliches Gnadengeld monatlich zu gewähren.
Im Archiv der Bibliothek für Bildungsgeschichtliche Forschung des Deutschen Instituts für Internationale Pädagogische Forschung wurde ein Porträt von Eduard Le Seur als Pfarrer in Lichterfelde aus dem Nachlass des Pädagogen Berthold Otto archiviert.

### Theaterschauspieler
Eduard Le Seur begann als Schauspieler-Volontär in Berlin bei den Königlichen Schauspielen unter dem Schauspiellehrer Heinrich Oberländer, als er in Berlin, Oranienstraße 97a, wohnte.
Nach seiner Ausbildung spielte er Rollen jugendlicher Helden und Liebhaber an Theatern Deutschlands, insbesondere in Brieg (Spielzeit 1892/93), Görlitz (Spielzeit 1893/94), Lübeck (Spielzeit 1894/95), und in der Schweiz am Stadttheater Zürich während der Spielzeit 1896/97. Am Herzoglichen Hoftheater Coburg-Gotha wirkte er in den Spielzeiten von 1896/1897 bis 1990/1901. Zu Werbezwecken ließ der Schauspieler von der Dietz’schen Hofbuchdruckerei, Coburg eine Ansichtskarte von sich im Halbprofil in schwarz-weiß drucken und mit farbigen Elementen des Jugendstils schmücken, die auf der Rückseite den Aufdruck „Postkarte“ sowie ein durch Schriftlinien markiertes Adressfeld trägt. Nachdem er vier Jahre am Hoftheater in Coburg-Gotha tätig gewesen war, wirkte er in der Spielzeit 1901/02 als Darstellendes Mitglied des Berliner Theaters in Berlin-Kreuzberg.
In der folgenden Spielzeit trat er im Hoftheater in Kassel als Schauspieler letztmals auf, wo er Rollen als Held und Liebhaber spielte. Als seine künstlerischen Leistungen nachließen und er sich deshalb beruflich neu orientieren wollte, wurde ihm einhergehend unter Einhaltung einer sechsmonatigen Kündigungsfrist das Vertragsverhältnis gelöst. Innerhalb des halben Jahres hatte Le Seur vertragsgemäß weiterzuspielen, was ihm half seine berufliche Krise zu überwinden, während seine Frau, „die bis dahin mit nie wankendem Mut(e)“ auftauchende Probleme mit ihm gemeinsam gelöst hatte, zunehmend von finanziellen Zukunftsängsten befallen wurde.
Eduard Le Seur war Mitglied in der Genossenschaft Deutscher Bühnen-Angehöriger.

### Angehörige (Auswahl)
Der Hofschauspieler heiratete im August 1898 in erster Ehe Margarete Le Seur, geborene Schäfer, die Mutter ihres gemeinsamen Kindes. Seine Tante war die seinerzeit berühmte deutsche Schauspielerin und Sängerin Rosa Le Seur (1846–1920).
Das Berliner Tageblatt meldete 1915, dass „Pastor Le Seur aus Groß-Lichterfelde“ die Trauerfeier für seinen angeheirateten Schauspieler-Onkel, August Junkermann († 15. Mai 1915), am 18. Mai auf dem Friedhof III der Jerusalems- und Neuen Kirche vor dem Halleschen Tor in Berlin hielt.
Eduard und Margarete Le Seur ließen sich scheiden. Als Rückzugsort wählte der daraufhin suspendierte Pfarrer ein heilklimatisches Sanatorium nahe bei Bayrischzell. Auf dem ehemaligen Bauernhof, der zu einer „Kuranstalt für physikalisch diätetische Therapie“ umgestaltet wurde, weilte er von März 1924 bis April 1925, während Margarete Le Seur in einem Dienstgebäude der evangelischen Kirchengemeinde Lichterfelde vorübergehend wohnte.
In zweiter Ehe war Le Seur ab 3. Januar 1925 mit der Tochter eines Hotelbesitzer aus Frankfurt am Main, Amalie geborene Huber, verheiratet.

### Auszeichnung
Le Seur erhielt die Erinnerungs-Medaille zur Silberhochzeit Herzog Albrecht 1899 während seiner Tätigkeit als Hofschauspieler. Diese Medaille erinnerte an die Hochzeit des Herzogs Alfred von Sachsen-Coburg und Gotha mit Marija (Marie) Alexandrowna, Großfürstin von Russland, der zweiten Tochter von Zar Alexander II. Die Hochzeit fand am 23. Januar 1874 im Winterpalais in St. Petersburg statt. Die Feierlichkeiten zur Silberhochzeit wurden auf Schloss Friedenstein in Gotha (Thüringen) durchgeführt.

## Veröffentlichungen (Auswahl)
- Zwei Welten. Schauspiel in vier Aufzügen. Verlag von Martin Warneck, Berlin 1907; OCLC 248513922.
- „Ich glaube …“. 13 Predigten über das Glaubensbekenntnis. 1916; DNB 361158157
- Von der Bühne auf die Kanzel. In: Martin Warneck (Hrsg.): Fünfundzwanzig Jahre Verlag Martin Warneck Berlin. 1920, S. 130–140.